# Радикки, Джулио
Джулио Радикки (итал. Giulio Radicchi, также Юлиус Радики, нем. Julius Radichi; 1763 — 16 сентября 1846, Вена) — итальянский и австрийский оперный певец (тенор) и вокальный педагог, известный как первый исполнитель партии Флорестана в опере Людвига ван Бетховена «Фиделио» (1814).

## Биография
Предположительно сын композитора и дирижёра Джузеппе Радикки (ум. 1801), капельмейстера в Сполето и Урбино. В сезоне 1793—1794 гг. пел в миланском театре Ла Скала, в 1795 году — в Урбино, в 1797 году в Сенигаллии, выступал во Флоренции, Генуе, Равенне, Новаре, Варезе, Триесте, Любляне. В 1807 году дебютировал в Праге, выучив для этого немецкий язык.
В 1808—1819 годах — солист Венской придворной оперы. Продолжал выступать до 1829 года, помимо оперной карьеры пользовался успехом при исполнении ораторий, особенно «Сотворения мира» Йозефа Гайдна. Как педагог был одним из первых наставников Вильгельмины Шрёдер-Девриент.
Отредактировал и дополнил итальянско-немецкий разговорник Фердинандо Боцци (нем. Conversations-Taschenbuch der Italienischen Sprache mit deutscher Erklärung), выдержавший не менее пяти изданий в 1830—40-е годах.
Последний раз Радичи жил на Franziskanerplatz № 911, где он умер от старости в возрасте 83 лет